# IJmeer
L'IJmeer è un lago di confine nei Paesi Bassi. Si trova tra il polder De Nes (nella municipalità di Waterland), Pampushaven, Hollandse Brug e l'ingresso dell'IJ presso IJburg, tra le province dell'Olanda Settentrionale e del Flevoland. È un importante habitat naturale per uccelli come la moretta e la moretta grigia. A nord-est confina con il Markermeer, mentre, a sud-est è connesso col Gooimeer.